# Duizendguldenkruidvedermot
De duizendguldenkruidvedermot (Stenoptilia zophodactylus) is een vlinder uit de familie vedermotten (Pterophoridae). De wetenschappelijke naam is voor het eerst geldig gepubliceerd in 1840 door Duponchel.
De soort komt voor in Europa.